# Adem Bona
Adem Bona (nacido Ikechukwu Stanley Okoro, Lagos, 28 de marzo de 2003) es un baloncestista con doble nacionalidad nigeriana y turca, que pertenece a la plantilla de los Philadelphia 76ers de la NBA. Con 2,08 metros de estatura, juega en la posición de ala-pívot.

## Trayectoria deportiva

### Primeros años
Bona nació como Ikechukwu Stanley Okoro en Lagos, Nigeria, como el menor de cinco hermanos. Creció jugando al fútbol como mediocampista, pero se pasó al baloncesto debido a su altura. Okoro estuvo jugando durante aproximadamente un año cuando un vídeo suyo llamó la atención del entrenador turco Türkay Çakıroğlu, quien luego se puso en contacto con el entrenador del Estambul Basket, Nevzat Özdemir. A los 13 años se mudó a Turquía, dejando atrás al resto de su familia, y comenzó su carrera en el Estambul Basket. En febrero de 2019 se mudó al Pınar Karşıyaka y continuó compitiendo a nivel juvenil.
El 30 de octubre de 2019, Bona hizo su debut profesional con Pınar Karşıyaka, jugando un minuto en la victoria por 77-57 sobre el Donar Groningen en la Copa de Europa de la FIBA. El 16 de noviembre debutó en la BSL, anotando dos puntos en la victoria por 84-55 sobre el Galatasaray.

### Universidad
Tras disputar en su etapa de instituto el prestigioso McDonald's All-American Game, jugó dos temporadas con los Bruins de la Universidad de California en Los Ángeles, en la que promedió 10,1 puntos, 5,6 rebotes y 1,7 tapones por partido. En su primera temporada fue elegido rookie del año de la Pac-12 Conference y fue incluido en el mejor quinteto defensivo de la conferencia.
Ya en su segunda temporada fue elegido jugador defensivo de la Pac-12, el segundo Bruin en recibir dicho galardón de forma consecutiva, tras Jaylen Clark en 2023. Después de la temporada anunció que dejaría UCLA y se declararía elegible para el draft de la NBA de 2024. Terminó con 115 tapones en su carrera, lo que ocupó el sexto lugar en la historia de los Bruins.

#### Estadísticas
| Año     | Equipo | PJ | PT | MPP  | %TC  | %3P  | %TL  | RPP | APP | ROB | TPP | PPP  |
| ------- | ------ | -- | -- | ---- | ---- | ---- | ---- | --- | --- | --- | --- | ---- |
| 2022–23 | UCLA   | 33 | 32 | 22.9 | .675 | —    | .573 | 5.3 | .7  | .6  | 1.7 | 7.7  |
| 2023–24 | UCLA   | 33 | 33 | 26.5 | .588 | .000 | .696 | 5.9 | 1.2 | 1.1 | 1.8 | 12.4 |
| Total   | Total  | 66 | 65 | 24.7 | .621 | .000 | .652 | 5.6 | 1.0 | .8  | 1.7 | 10.1 |

### Profesional
El 27 de junio fue elegido en la cuadragésimo primera posición del Draft de la NBA de 2024 por los Philadelphia 76ers, equipo con el que firmó contrato el 22 de julio.

## Estadísticas de su carrera en la NBA

### Temporada regular
| Año     | Equipo       | PJ | PT | MPP  | %TC  | %3P  | %TL  | RPP | APP | ROB | TPP | PPP |
| ------- | ------------ | -- | -- | ---- | ---- | ---- | ---- | --- | --- | --- | --- | --- |
| 2024-25 | Philadelphia | 58 | 11 | 15.6 | .703 | .000 | .670 | 4.2 | .5  | .4  | 1.2 | 5.8 |
| Total   | Total        | 58 | 11 | 15.6 | .703 | .000 | .670 | 4.2 | .5  | .4  | 1.2 | 5.8 |